# Hymenophyllum longissimum
Hymenophyllum longissimum là một loài thực vật có mạch trong họ Hymenophyllaceae. Loài này được (Ching & P.S. Chiu) K. Iwats. miêu tả khoa học đầu tiên năm 1985.